# Ivo Yanakiev
Ivo Dimitrov Yanakiev –en búlgaro, Иво Димитров Янакиев– (Burgas, 12 de octubre de 1975) es un deportista búlgaro que compitió en remo. Su padre, Dimitar Yanakiev, compitió en el mismo deporte.
Participó en tres Juegos Olímpicos de Verano, entre los años 2000 y 2008, obteniendo una medalla de bronce en Atenas 2004, en la prueba de scull individual, y el quinto lugar en Sídney 2000, en la misma prueba.

## Palmarés internacional
| Juegos Olímpicos | Juegos Olímpicos | Juegos Olímpicos  | Juegos Olímpicos |
| Año              | Lugar            | Medalla           | Prueba           |
| ---------------- | ---------------- | ----------------- | ---------------- |
| 2004             | Atenas (Grecia)  | Medalla de bronce | Scull individual |